# Зернецький Павло Васильович
Зернецький Павло Васильович (*19 березня 1957, Київ) — український філолог. Кандидат філологічних наук, професор кафедри англійської мови в Національному університеті «Києво-Могилянська академія».

## Освіта
У 1979 р. закінчив Київський державний педагогічний інститут за спеціальністю іноземні мови та література і здобув кваліфікацію вчителя англійської та французької мов.

## Наукова діяльність
1983 р. захистив кандидатську роботу за спеціальністю 10.02.04 Германські мови.
Випускник Школи міжнародної торгівлі (Alhambra, California, USA).
З 2001 р. працює професором кафедри англійської мови. Викладає такі дисципліни: «Англомовний економічний дискурс», «Англійська мова для правників», «Лексика англійської мови», «Професійний переклад з англійської мови».
2005 р. отримав вчене звання професора.

### Наукові праці
2.Зернецький П. В., Орлов М. В. Англійська мова для правників: Навч. посіб. для студ. вищ. навч. закл / П. В. Зернецький,. — К.: Вид. дім «KM Academia», 2003. — 182 с.
3. Зернецький П. В. PR — маніпуляційний вплив. Комунікативна теорія і практика / П. В. Зернецький, О. В. Зернецька // Політичний менеджмент: наук. журнал / голов. ред. Ю. Ж. Шайгородський. — 2003. — № 3. — С. 101–103. Політична мовленева діяльність інформаційної ери характеризується складною, багаторівневою структурою як змісту, так і засобів її вираження. Центральною одиницею мовленевої діяльності є дискурс — комунікативно завершений її відтинок з єдиною темою і певною адресною спрямованістю. Політичний дискурс засобів масової комунікації (ЗМК), до яких, крім традиційних мас-медіа, наприкінці ХХ століття було залучено відео, факс, нові різновиди телебачення (кабельне, супутникове, диджитальне, інтерактивне), а також електронну пошту, Інтернет і велику кількість мультимедійних послуг до нього, посідає домінуючий суспільний статус. Завданням цієї статті є виявлення трансформації політичного дискурсу шляхом освоєння нових дискурсів, народжених комунікаційною революцією, інформаційними вибухами й технологічними змінами, з позицій дослідження багаторівневої структури смислу політичного дискурсу.
4. Зернецький П. В. Смислова модель маніпуляційного впливу в політичному дискурсі // Наукові записки. Національний університет «Києво-Могилянська Академія». — Т. 22: У 3-х ч. — Ч. 1.: Гуманітарні науки / НаУКМА; Редкол.: В. С. Брюховецький та ін. — К., 2003. — С. 58-60.
5. Зернецький П. В. Мовленнєві типи особистості та розвиток змісту дискурсу. // Наукові записки. Національний університет «Києво-Могилянська Академія». — Т. 34: Філологічні науки / НаУКМА; Редкол.: В. Брюховецький та ін. — К., 2004. — С. 75-77.
6. Зернецький П. В. Типологія особистості: міжкультурні, психологічні та мовленнєві аспекти // Соц. психологія. — 2004. — № 3. — С. 119–131.
7.Зернецький П. В., Зернецька О. В. «Чи прийме палата нашу подяку?.»: Дещо про мовний вишкіл британських парламентаріїв // Віче. — 2004. — № 9. — С. 73-74.
8.Зернецький П. В., Рябоконь Г. Л. Досвід класифікації мовленнєвих актів у британському Парламентському дискурсі: топікальні та оформлюючі мовленнєві акти як складові діалогічного дискурсу // Наукові записки. Національний університет «Києво-Могилянська Академія». — Т. 34: Філологічні науки / НаУКМА; Редкол.: В. Брюховецький та ін. — К., 2004.- С. 63-65.
9. Зернецький П. В., Шемелін Д. А. Англійська мова для правників: Вправи: Навч. посіб. для студ. вищих навч. закл. — К.: Вид. дім «КМ Академія», 2004. — 163 с.
10.Зернецький П. В. Тоталітарний та посттоталітарний дискурс // Мандрівець. — 2006. — № 6.
11. Зернецький П. В., Орлов М. В. Англійська мова для правників: Навч. посіб. для студ. вищ. навч. закл / П. В. Зернецький,. — К.: Вид. дім «KM Academia», 2003. — 182 с. (Посібник розроблено для проведення занять з викладання англійської мови для студентів — правників після опанування ними базових курсів з англійської мови. Мета посібника — дати студентам-правникам спеціальні знання з використання англійської мови у своїй професійній діяльності.)
12. Зернецький П. В., Шемелін Д. А. Англійська мова для правників: Вправи: Навч. посіб. для студ. вищих навч. закл. — К.: Вид. дім «КМ Академія», 2004. — 163 с.
13. Zernetsky P., Bert S., Veresotsky М. А. Business English for Law Students: Навч. посіб. для студ. вищих навч. закл. /. — К.: Вид. дім «Києво-Могилянська академія», 2005. — 247 с.
14. Зернецький П. В. Аргументаційна структура британського політичного мовлення: аксіологічний аспект / Зернецький П. В., Рябоконь Г. Л. // Наукові записки НаУКМА. — 2012. — Т. 137 : Філологічні науки. — С. 147–152. (Статтю присвячено дослідженню аргументації як однієї з найширших сфер мовленнєвої діяльності в політичному дискурсі, а саме її аксіологічному (ціннісному) аспекту. Наведено якісну характеристику тем, що становлять інтерес для британського суспільства. На основі кількісного аналізу тем обговорення автори роблять висновок про те, що сфера внутрішньої політики є найширше вживаною в дискурсі британських парламентських дебатів, що характеризує аксіологічні особливості британського суспільства загалом).
15. Зернецький П. В., Рябоконь Г. Л. Стратегії мовленнєвої діяльності та співвідносні з ними семантичні міжпропозиційні відношення (на матеріалі дискурсу британських парламентських дебатів) // Магістеріум. — 2011. — Вип. 43 : Мовознавчі студії. — С. 30-36.: Статтю присвячено дослідженню комунікативних стратегій аргументації у британському парламентському дискурсі на прикладі дебатів у Палаті громад британського парламенту шляхом визначення та опису семантичних міжпропозиційних відношень, що є каркасом семантичної побудови дискурсу. Автори виділяють дві основні стратегії: ствердження, що співвідноситься з уживанням семантичних міжпропозиційних відношень рівнозначності, та переконування, реалізованого через вживання міжпропозиційних відношень нерівнозначності. Також, на думку авторів, вищезазначені стратегії слугують формуванню стратегії вищого рівня — залученню до згоди.
16. Зернецький П. В. Віртуальний простір доби глобалізації: процеси формування та ієрархія стратегій трансформації // Мандрівець. — 2005. — № 3. — С. 3-6. 17. Зернецький П. В. Дискурсивні особливості англомовної протестантської проповіді // Мандрівець. — 2005. — № 2. — С. 72-75.
18. Зернецький П. В. Трансформації віртуального простору та парадигми впливу мас-медійних дискурсів / П. Зернецький, О. Зернецька // Політичний менеджмент: наук. журнал / голов. ред. Ю. Ж. Шайгородський. — 2005. — № 3. — С. 100–107. Стаття присвячена одній з найактуальніших проблем сучасної теорії комунікації — визначенню процесів формування віртуального простору та (вперше) розгляду запропонованої авторами ієрархічної моделі стратегій його трансформації. Виокремлюються такі рівні організації віртуального простору: цивілізаційний, культурний, релігійний, політичний, мотиваційний, когнітивний та вузькоіндивідуальний. Аналізуються приклади стратегій трансформацій віртуального простору, орієнтованих на вплив на вказані рівні його організації.

## Джерело
Кафедра англійської мови Наукма. Інформація про викладачів. / [Електронний ресурс]. - Режим доступу: http://www.ukma.edu.ua/ [Архівовано 27 червня 2014 у Wayback Machine.]